# Ерленбах-бай-Марктгайденфельд
Ерленбах-бай-Марктгайденфельд (нім. Erlenbach bei Marktheidenfeld) — громада в Німеччині, знаходиться в землі Баварія. Підпорядковується адміністративному округу Нижня Франконія. Входить до складу району Майн-Шпессарт. Складова частина об'єднання громад Марктгайденфельд.
Площа — 15,33 км2. Населення становить 2440 ос. (станом на 31 грудня 2020).